# A-40 KT
A-40 KT – radziecki szybowiec wojskowy typu czołg latający z okresu II wojny światowej.

## Historia
W 1941 roku konstruktor Oleg Antonow opracował oryginalny szybowiec, który miał służyć do transportu czołgów dla oddziałów powietrznodesantowych. Szybowiec miał być holowany do rejonu desantowania za linią frontu i tam wyczepiany z holu. Po wylądowaniu i zdjęciu konstrukcji szybowca czołg był gotowy do walki.
Szybowiec ten, który otrzymał oznaczenie A-40 KT (skrót KT pochodzi od słów Крылья танка – Skrzydlaty czołg) i został zabudowany na lekkim czołgu T-60. Miał konstrukcję drewnianą i był dwupłatowy, co było ewenementem. Miejsce kierowcy czołgu było równocześnie kabiną szybowca. Konstrukcja kryta była płótnem.
Prototyp został zbudowany w kwietniu 1942 roku, a następnie od 7 sierpnia 1942 roku poddany badaniom w Instytucie Lotniczym w Moskwie. Oblot szybowca odbył się w dniu 2 września 1942 roku, pilotował go pilot doświadczalny Siergiej Anochin, a jako samolotu holującego użyto samolotu bombowego TB-3. W czasie tej próby szybowiec prawidłowo zachowywał w locie, ale silniki samolotu holującego zaczęły się przegrzewać. Nastąpiło więc wcześniejsze wyczepienie szybowca. Pilot szybowca w czasie podchodzenia do lądowania uruchomił silnik, a następnie gąsienice czołgu, a tuż przed samym lądowaniem zwiększył prędkość gąsienic, tak że osiągnęły zbliżoną prędkość do prędkości lądowania. Szybowiec wylądował prawidłowo. W czasie tej próby dokonano także demontażu konstrukcji szybowca z czołgu.
Pomimo że zarówno wcześniejsze badania oraz próbny lot potwierdził, że zarówno konstrukcja szybowca, jak i jego obsługa spełnia wymogi, zaprzestano dalszych prac nad nim wobec braku samolotów, które byłyby w stanie holować taki szybowiec.

## Opis konstrukcji
Szybowiec A-40 KT był dwupłatem o konstrukcji drewnianej, kryty płótnem. Konstrukcja została zabudowana na czołgu lekkim T-60, który stanowił jednocześnie kadłub z kabiną załogi i podwozie. W locie czołg miał działo obrócone do tyłu – cięgła sterujące były połączone z lufą działa, sterowanie szybowcem odbywało się za pomocą mechanizmu kierunkowego i podnoszenia działa. Komorę płatów usztywniono rozpórkami i linkami. Kadłub był dwubelkowy, a belki miały konstrukcję skrzynkową. Szybowiec miał zdwojone usterzenie pionowe i poziome.